# Свистун целебеський
Свистун целебеський (Coracornis raveni) — вид горобцеподібних птахів родини свистунових (Pachycephalidae).

## Поширення
Ендемік індонезійського острова Сулавесі. Його природним середовищем існування є субтропічні або тропічні вологі гірські ліси.

## Опис
Це невелика пташка, завдовжки близько 15 см. У самця повністю чорна голова, верхня частина спини темно-коричневого кольору, а нижня частина, крила та хвіст дуже темно-коричневі, майже чорні. Нижня частина тіла сірувато-коричнева або блідо-оливково-зелена. Дзьоб і очі чорні. У самиці голова, крила і спинна частина каштанового кольору, а хвіст темно-сірий. Нижня частина тіла блідо-коричнева або оливково-зелена.

## Спосіб життя
Про біологію цього птаха відомо дуже мало. Залишається на одній території протягом усього життя. Харчується переважно комахами. Це скритний і невловимий птах, якого важко побачити.